# Pintures de la casa als carrers Casino i Vera
Les Pintures de la casa als carrers Casino i Vera són una obra amb elements neoclàssics i romàntics de Begur (Baix Empordà) inclosa a l'Inventari del Patrimoni Arquitectònic de Catalunya.

## Descripció
Pintures situades en el porxo d'accés al pati-jardí de la casa situada en la cantonada dels carrers Vera i Del Casino. Estan pintades a la paret i són un seguit de temes bucòlics i de camperols. Són policromes. Cada tema està separat per podis florals amb muses i àngels al seu damunt i que emmarquen els temes abans esmentats. El sostre també està pintat, però només els marcs i res als interiors.